# جنگی (رقص)

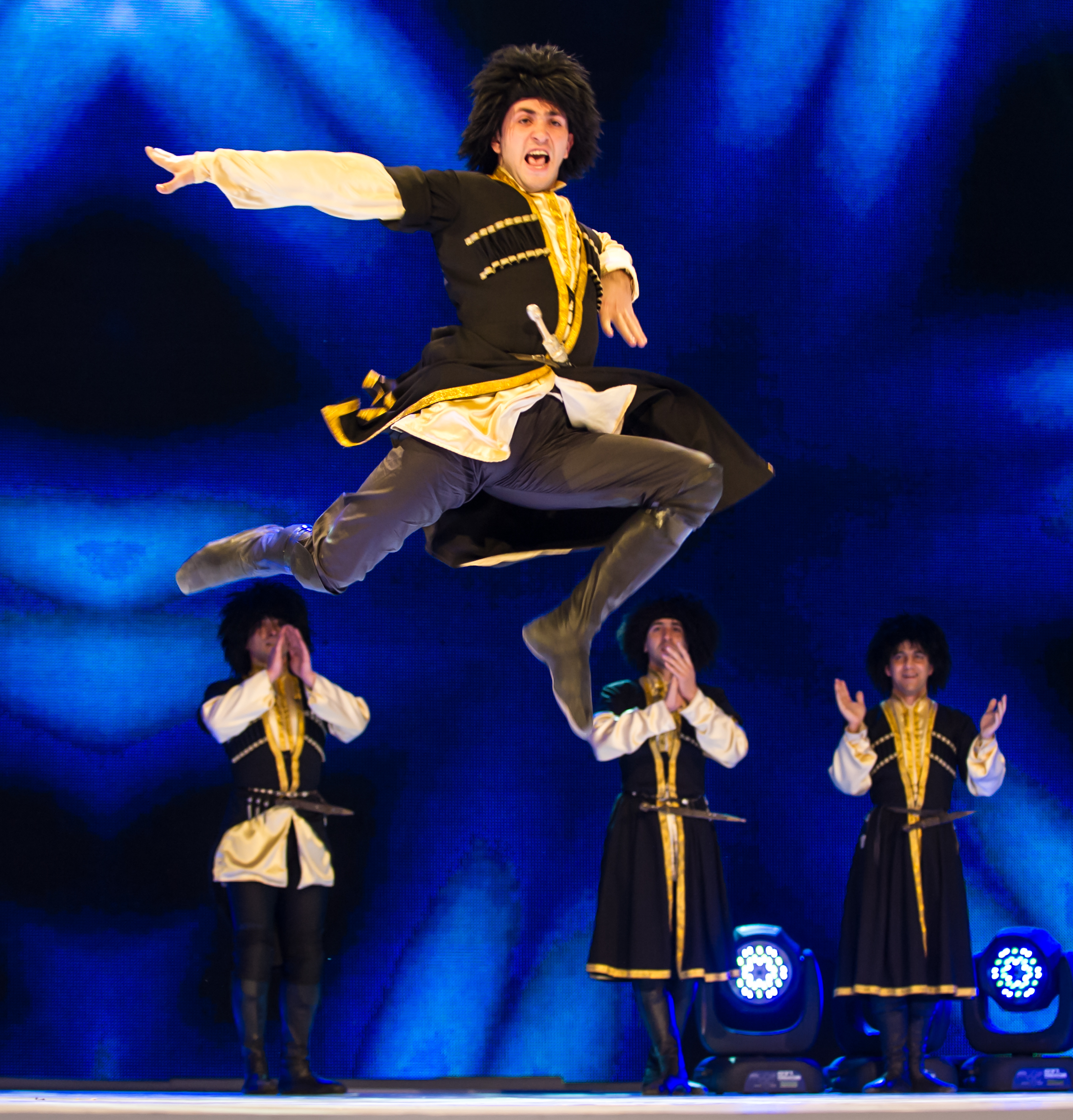
رقص جنگی آذربایجان

رقص جنگی(به ترکی آذربایجانی: Cəngi) (به انگلیسی: Gangi) از جمله رقص‌های فولکلوریک مردم آذری است.
گاهی رقص جنگی نحوه قص جنگی آذربایجانراه رفتن جنگاور، همآورد خواهی، دعوت به جنگ را تداعی می‌کند. آفرینش این رقص به گذشته‌های دور برمی‌گردد.
رقص جنگی به لحاظ کاراکتر همانند زمره آثار موسیقی رقص قایتاغی و رقص هالای می‌باشد.